# City Mill River
Der City Mill River ist Wasserlauf, der als Nebenlauf des River Lea ein Teil des Bow Back Rivers in London, England ist. Er versorgte ursprünglich die City Mill – eine Chemiefabrik – im späten 19. und frühen 20. Jahrhundert mit Wasser. In den 1930er Jahren wurde die Fabrik geschlossen und der Fluss wurde mit einer Schleuse an seinen jeweiligen Enden abgeschlossen. Das City Mill Lock an seinem südlichen Ende wurde 2010 renoviert und wiedereröffnet.

## Geschichte
Der City Mill River zweigt vom River Lea ab und verlief an der City Mill vorbei. Stadtpläne aus den Jahren 1895 und 1923 zeigen sie als Chemiefabrik. Die Fabrik lag am Fluss und eine Abzweigung im Westen des heutigen Verlaufes mündete in den Waterworks River flussabwärts der Fabrik. Der Ausfluss der Fabrik ging in ein großes Becken, das auch Teil des Waterworks River war. In den späten 1920er Jahren waren die Bow Back Rivers einschließlich des City Mill River in einem sehr schlechten Zustand. Das Lee Conservancy Board erhielt zusammen mit der West Ham Corporation eine Förderung von der Regierung um die Situation im Rahmen eines Arbeitslosenprojektes zu verbessern. Die Arbeiten wurden durch den River Lee (Flood Relief) Act of 1930 beschlossen und die Umgestaltung begann 1931; sie dauerte vier Jahre.
Der Lauf des Flusses wurde kaum verändert außer am südlichen Ende, wo die Fabrik abgerissen wurde und der Lauf durch das ehemalige Fabrikgelände geführt wurde. Das Becken der Fabrik wurde zum Teil aufgefüllt und der Flusslauf wurde direkt mit dem Bow Back River verbunden. Dazu wurde dieser Flusslauf etwas weiter nach Norden verlegt. Der Waterworks River wurde verbreitert und eine Verbindungsschleuse zwischen beiden Wasserläufen wurde gebaut. Der Fluss war nicht mehr von den Gezeiten beeinflusst, da das City Mills Lock ihn im Süden und das Carpenter’s Lock im Norden ihn abschlossen. Der Wasserstand wurde mit dem des Limehouse Cut in Übereinstimmung gehalten. Dies bedeutet das nur extrem hohe Fluten noch den Wasserlauf erreichen, da der Limehouse Cut von den Bow Locks kontrolliert wird, die zeitweise überspült werden können.

## Das City Mill Lock

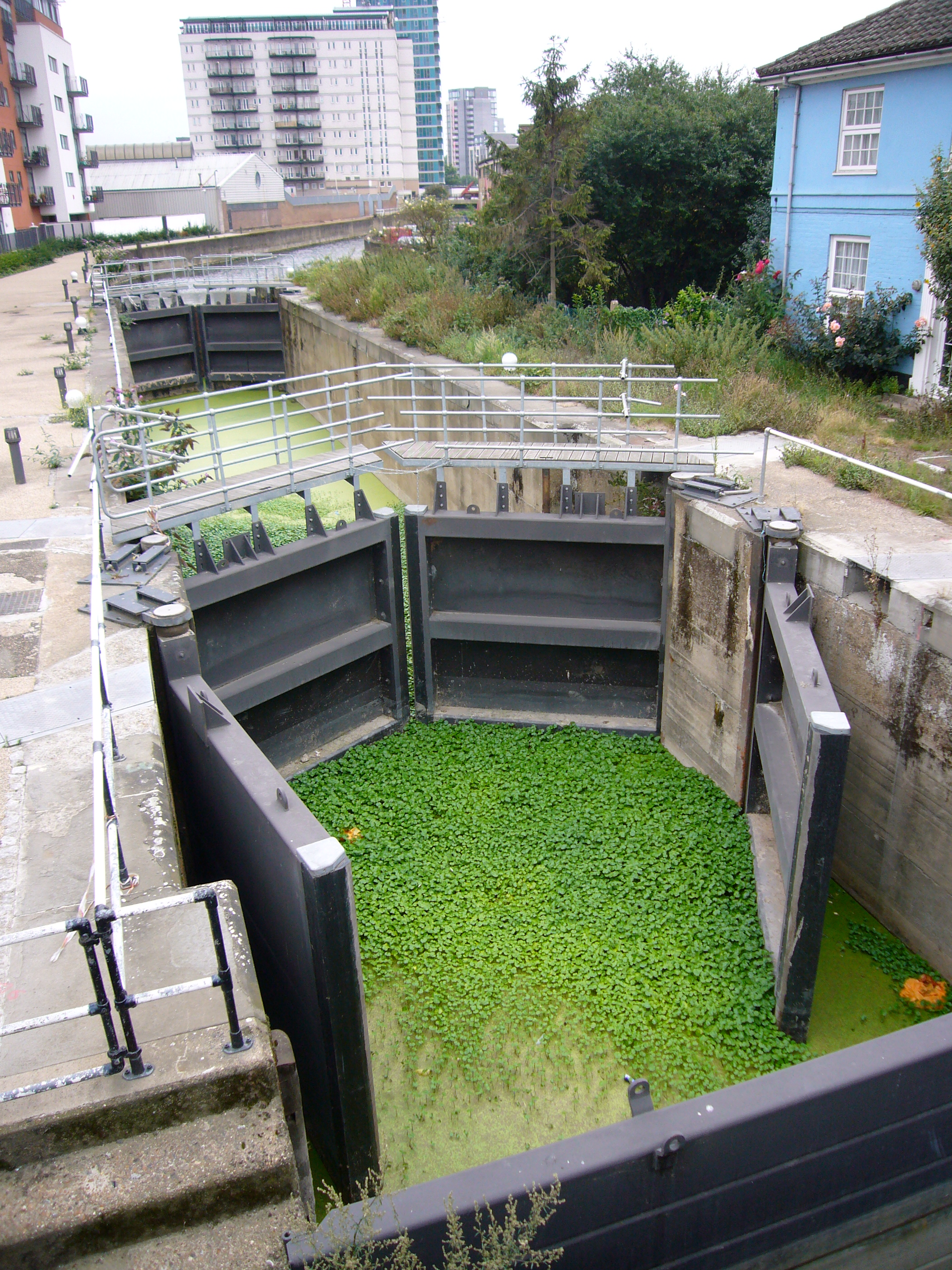
Das City Mill Lock mit dem doppelten Schleusentor, das in beide Richtungen öffnen kann.

Das City Mill Lock, das den Bow Back River und das südliche Ende des City Mill River mit dem Waterworks River verbindet, wurde als Teil der Verbesserungen in den 1930er Jahren gebaut. Anders als Carpenter’s Lock, das mit vertikalen Schwenktoren ausgestattet ist, ist das City Mill Lock mit üblichen Schiffsschleusentoren ausgestattet. Zwei Schleusentorpaare in westlicher Richtung ermöglichen es die Schleuse zu benutzen, wenn der Wasserstand im Waterworks River niedriger ist als im City Mill River und ein drittes Paar verhindert, dass starke Fluten im Waterworks River die Tore des City Mill River öffnen. Die Schleuse ist 6,1 m breit und kann Schiffe bis zu einer Länge von 27 m aufnehmen. Die Originalschleusentore waren fast 70 Jahre in Gebrauch, doch wurden sie im Jahr 2000 als zu unsicher eingestuft und durch Sperrplanken ersetzt.
2005 wurde die Schleuse im Rahmen einer Umgebungsverbesserungsauflage eines Neubauprojektes in der Nähe renoviert. Drei Paar Stahltore, die 200.000 £ kosteten, wurden eingebaut. Weitere 100.000 £ wurden für Arbeiten wie Zugänge zur Schleuse ausgegeben. Die Schleuse wurde dadurch in einen guten Zustand versetzt, war aber trotzdem nicht betriebsfähig, da weder Vorrichtungen zum Öffnen im Handbetrieb noch ein Maschinenbetrieb eingebaut wurden. Die Finanzierung dieser Vorrichtungen kam aus Mitteln im Zusammenhang mit den Olympischen Sommerspielen 2012. Weitere 200.000 £ wurden für die Ausstattung der Schleuse ausgegeben, so dass sie sicher von Booten zu benutzen ist. Die Arbeiten wurden 2010 abgeschossen und die Schleuse offiziell am 31. Juli 2010 eröffnet.
Zu den Arbeiten gehörte auch die Bekämpfung von Pflanzen, die den Schiffsbetrieb behindern, vor allem Hahnenfußähnlicher Wassernabel.